# Светий Петар (Огулин)
45°16′ пн. ш. 15°12′ сх. д. / 45.26° пн. ш. 15.20° сх. д.
Светий Петар (хорв. Sveti Petar) — населений пункт у Хорватії, в Карловацькій жупанії у складі міста Огулин.

## Населення
Населення за даними перепису 2011 року становило 651 осіб.
Динаміка чисельності населення поселення: